# Хоробрий мисливець у лісі демонів
«Хоробрий мисливець у лісі демонів» (йоруба Ògbójú Ọdẹ nínú Igbó Irúnmọlẹ̀) — фентезійний роман нігерійського письменника Деніела Фагунви, написана 1938 року. Перший повноцінний роман мовою йоруба, а також один з перших романів, написаних однією з африканських мов. Він містить крутійські оповіді про мисливця народу йоруба на ім'я Акара-огун (Склад заклинань) і одного з грізних мисливців минулої доби, який зустрів фольклорні елементи, такі як магія, монстри, ґомміди, зомбі, духи та боги. Після цього вийшло продовження роману, «Ігбо Олодумаре», яке насправді було приквелом книги й розповідає казки Олово-Айє, батька Акара-Огуна.
Англійською роман переклав Воле Шоїнка. Як й «Ігбо Олодумаре», адаптований для театральної сцени як англійською, так і мовою йоруба.